# JK Sillamäe Kalev
El JK Sillamäe Kalev és un club de futbol estonià de la ciutat de Sillamäe.

## Història
El club va ser fundat el 1957. El 1992 fou un dels membres fundadors de la Meistriliiga. La temporada 1993-94 perdé per primer cop la categoria. Les seves millors temporades foren dues segones posicions a la Meistriliiga els anys 2009 i 2014. La temporada 2015-16 arribà a la final de copa, perdent amb Flora.